# إسقاط طائرة إي-سي 121 العسكرية الأمريكية

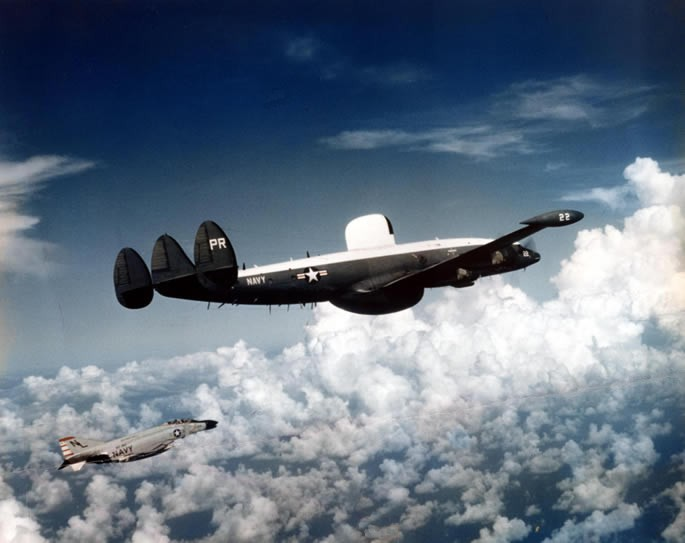
صورة لطائرة لوكهيد إي-سي 121

سقوط طائرة إي سي 121 (بالإنجليزية: EC-121 shootdown incident)‏: كانت طائرة إي سي 121 تابعة للقوات البحرية الأمريكية "المارينز"، وقعت تلك الطائرة بتاريخ اليوم 15 أبريل سنة 1969، وذلك بعد أن تتجاوز الحدود البحرية لبحر بحر الشرق لطائرة الأمريكية التي تحمل 39 جندياً، قامت طائرة ميغ 17 التابعة للقوات القوات الجوية الكورية الديمقراطية بإسقاط الطائرة ومقتل جميع من فيها.

## وصلات خارجية
- North Korean International Documentation Project (NKIDP)
- Photo of the EC-121M 135749 (PR-21)
- April 2001 OpEd on VQ-1 EP-3E (PR-32) Chinese force down and seizure compared to April 1969 VQ-1 EC-121 (PR-21) North Korean shoot down.
- حادثة جزيرة هاينان 2001 EP-3E force down and seizure incident
- U.S. Navy and National Reconnaissance During the Cold War
- 1969 EC-121 shootdown incident and communication failures add immediate urgency to NSA establishment of new National SIGINT Operations Center